# William C. Stokoe
William Clarence Stokoe (21 de julio de 1919-4 de abril de 2000) fue un lingüista y profesor estadounidense, profundizador de las investigaciones modernas sobre la lingüística de las lenguas de señas de los sordos.  

## Biografía
William Stokoe nació en Lancaster, Nuevo Hampshire y murió en Chevy Chase, Maryland. Su vida profesional transcurrió, casi totalmente, en la Universidad de Gallaudet, de la cual llegó a ser profesor emérito.
En 1955 ingresó a la Universidad de Gallaudet como profesor de inglés para los estudiantes sordos. Impresionado por la riqueza de la lengua de señas de sus alumnos, que se excluía entonces de los instrumentos de enseñanza, Stokoe comenzó a desarrollar un método descriptivo que le permitiera descubrir en ese código gestual estructuras lingüísticas. 
En 1960 publicó la monografía Sign Language Structure (Estructura de la lengua de señas), en la que propone que las señas pueden ser analizadas como compuestos simultáneos de tres elementos sin significado (morfemas gestuales): una forma de la mano (queirema), una actividad de la mano (quinema) y un lugar ocupado por la mano (toponema). Ello le permitió argumentar que la lengua de señas usada por sus estudiantes era un código doblemente articulado, es decir, una lengua natural. Con esto profundizó en un campo de investigaciones que hoy se conoce como la lingüística de las lenguas de señas, iniciada en el siglo XVIII por Lorenzo Hervás y Panduro y continuada en el XIX, entre otros, por Augusto Bebián.
Además de su trabajo científico, que alcanza varios cientos de títulos, Stokoe fue un entusiasta editor, que apoyó las investigaciones sobre las lenguas de señas en todo el mundo a través de la revista Sign Language Studies y de la editorial Linstok Press, que él fundó y las cuales dirigió hasta su muerte.